# Franz Rudolf Knubel
Franz Rudolf Knubel (auch bekannt als Rudolf Knubel, * 24. April 1938 in Münster, Westfalen; † 16. Mai 2020 in Essen) war ein deutscher bildender Künstler.

## Werdegang
Nach Abitur in Münster und Wehrdienst in Handorf (Münster) studierte Franz Rudolf Knubel von 1960 bis 1966 Kunstgeschichte, Germanistik und Philosophie sowie Kunst- und Werkerziehung an der Universität Tübingen und der Hochschule für Bildende Künste in Berlin (Abteilung Kunstpädagogik Grunewaldstraße) u. a. bei Ludwig Gabriel Schrieber, Fred Thieler und Walter Hess.
Er war Mitbegründer der Künstlergruppe Großgörschen 35 zusammen mit Karl Horst Hödicke, Reinhard Lange, Markus Lüpertz, Peter Sorge, Lambert Maria Wintersberger u. a.
Knubel war seit 1968 in der künstlerischen Lehre tätig.
1970 gründete er zusammen mit Bernd Damke und Eckart Heimendahl die SYSTEM-DESIGN-Planungsgruppe für visuelle Leitsysteme in Recklinghausen und Essen.
Von 1971 bis 2004 war er Hochschullehrer an der Folkwangschule für Gestaltung Essen und später der Universität Essen, Fachbereich Gestaltung-Kunsterziehung.
1974 war er Teil der AVL-Arbeitsgruppe Visuelle Leitsysteme mit Stefan Lengyel, welche das Leitsystem für den Neubau der Universität Essen gestaltete.
Seit 1975 entstanden mit der Fotografin Ursula Schulz-Dornburg mehrere gemeinsame Arbeiten in Form von Ausstellungen und Katalogen.
1976–1977 war er Stipendiat in der Villa Massimo, der Deutschen Akademie Rom.
Zwischen 1986 und 1987 lehrte er im Rahmen eines Austauschprogramms für Professoren an der California State University, Long Beach.
Im Jahr 2000 war Knubel Stipendiat der Fulbright-Foundation in den USA.
2011 gründete er mit Frauke Arnold, Gudrun König und Stefan Bienk die Rudolf-Arnheim-Akademie, Marl.
Knubel war ab 1967 verheiratet mit der Kunsthistorikerin Cornelia Brüninghaus-Knubel (1943–2024), der Tochter des Schauspielers Kaspar Brüninghaus und seit 2007 Trägerin der Mercator-Ehrennadel der Stadt Duisburg für kulturelle Verdienste. Das Paar lebte seit 1980 in Essen-Werden.

## Ausstellungen

### Einzelausstellungen

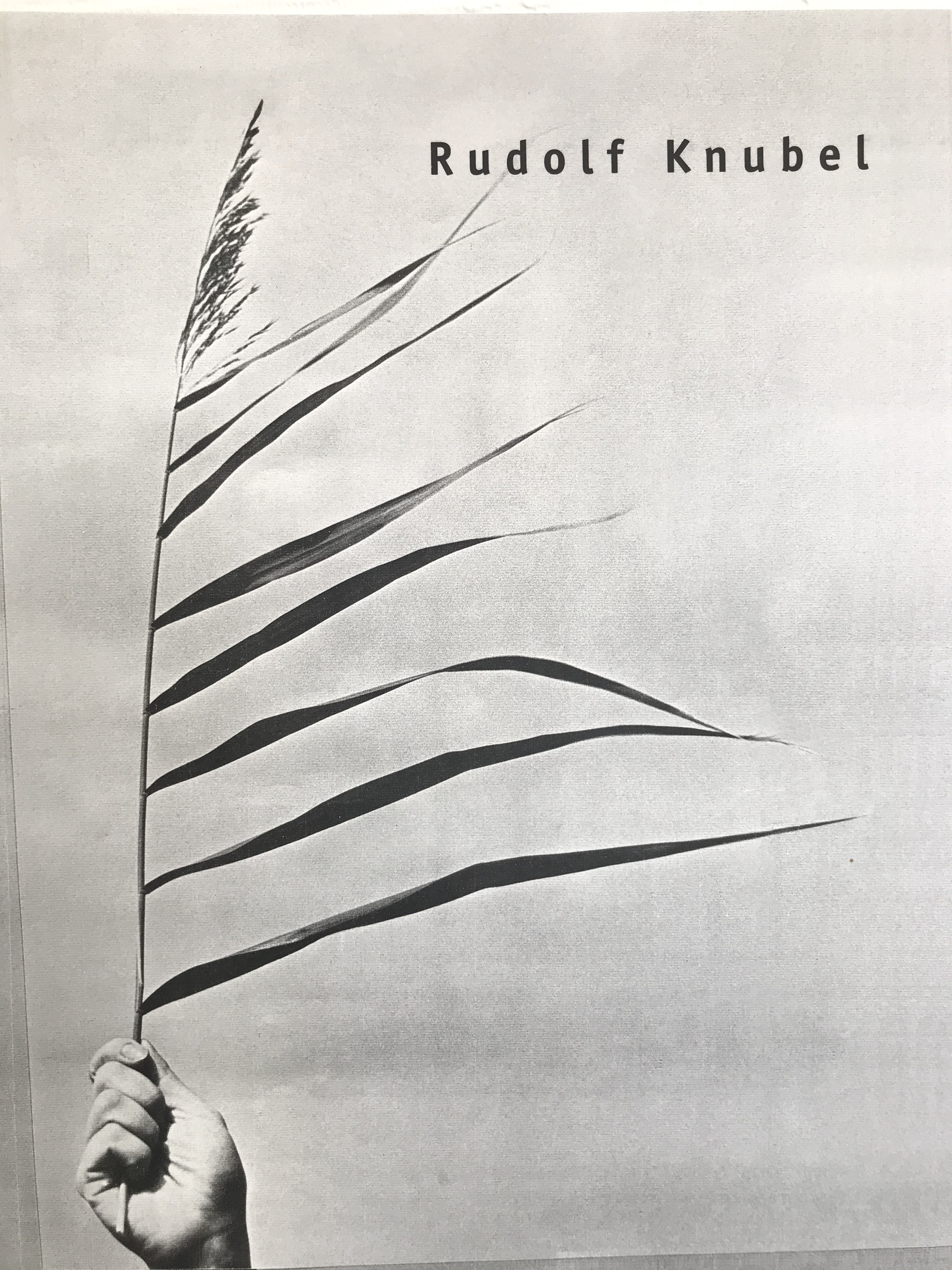
Katalog der Ausstellungen 2016–2017: Mit den Augen denken. Retrospektive 1962-2012.
Motto: „Der Mensch ist nur ein Schilfrohr, das schwächste der Natur; aber er ist ein denkendes Schilfrohr. Es ist nicht nötig, daß das ganze Weltall sich waffne, ihn zu zermalmen: Ein Dampf, ein Wassertropfen genügen, um ihn zu töten.“
Blaise Pascal

- 2016–2017: Mit den Augen denken. Retrospektive 1962-2012 – Kunstmuseum Ahlen, Flottmann-Hallen Herne, LVR-Landesmuseum Bonn
- 2012: 56 Pastellzeichnungen, Galerie Rheinhausen (Bezirksbibliothek), Duisburg
- “…zur kleinsten Schar/…with a chosen few”. In memoriam Mildred Harnack-Fish, Wanderausstellung in:
  - 2011: The Jewish Museum Milwaukee, Wisconsin, USA,
  - 2010: Hillel-The Barbara Hochberg Center for Jewish Student Life, University of Wisconsin–Madison,
  - 2009: Mahn- und Gedenkstätte Düsseldorf,
  - 2008: Maschinenhaus, Zeche Carl, Essen,
  - 2007: Gedenkstätte Deutscher Widerstand, Berlin
- 2004: California State University, Long Beach, Design Gallery; University of Washington, Tacoma, UWT-Art-Gallery
- 1999: Staatliches Museum Schwerin, Kunstsammlungen
- 1998: Goethe-Institut Rabat-Casablanca, Musée de Marrakesch, Marokko; Josef-Albers-Museum, Bottrop
- 1997: Kloster Schloß Bentlage, Rheine
- 1993: Galerie von Geymüller, Essen
- 1991: Saddleback College Art Gallery, Mission Viejo, Kalifornien*); Goethe-Institut Los Angeles, Kalifornien, Bakersfield College Art Gallery, Bakersfield, Kalifornien, USA*)
- 1990: Skulpturenmuseum Glaskasten, Marl
- 1986: Gallery of the School of Fine Arts, California State University Long Beach, Kalifornien, USA
- 1984: Rautenstrauch-Joest-Museum für Völkerkunde, Köln**); Quadrat Bottrop (Josef-Albers-Museum)**)
- 1983: Universität Essen**)
- 1982: Museum des 20. Jahrhunderts, Wien**)
- 1981: Kestner-Gesellschaft, Hannover**)
- 1979: Deutsche Unesco Kommission, Bonn**); Stadtmuseum Düsseldorf**)
- 1978: Himmel und Erde, Performance, Museum Folkwang, Essen
- 1977: Universität Essen
- 1970: Galerie m, Bochum; Kunsthalle Düsseldorf*), Museum Ulm*); Boston School of Architecture, Boston, Mass., USA*)
- 1968: Galerie Wildbrand, Köln; Galerie Rewolle, Bremen; Galerie Brusberg, Hannover
- 1967: Galerie Wildbrand, Münster
- 1965: Galerie Großgörschen 35, Berlin

*) gemeinsam mit Bernd Damke
**) gemeinsam mit Ursula Schulz-Dornburg

### Ausstellungsbeteiligungen seit 1963 (Auswahl)
- 2019: B1 – Konstrukteure künstlerischer Form, Märkisches Museum Witten
- 2019: Drei-Häuser-Kunst-Pfad 3.0, Daun/Eifel
- 2018: Für immer Blau, Kunstverein Duisburg

- 2013: Ruhe-Störung, Streifzüge durch die Welt der Collage, Kunstmuseum Ahlen und Marta Herford
- 2011 – 2013: Der geteilte Himmel, Neue Nationalgalerie Berlin
- 2012: Best of Ruhrgebiet, Galerie Frank Schlag, Essen
- 1999: Natürlicht, Flottmann-Hallen, Herne
- 1993: 68 Kunst und Kultur, Marl; Gelsenkirchen; Herne; Stiftung Bauhaus, Dessau
- 1991: Die Jahreszeiten, Flottmann-Hallen, Herne
- 1989: B–1. Flottmann-Hallen, Herne
- 1988: European Landscape, The Works Gallery, Long Beach, Kalifornien, USA
- 1987: Summer-Show, The Works Gallery, Long Beach, Kalifornien, USA
- 1984–1985: Grenzüberschreitung, Essen, Gelsenkirchen, Marl
- 1982: 96 Westfälische Künstler, Landesmuseum Münster
- 1979: Westfälischer Kunstverein, Münster; Szene Essen, Museum Folkwang
- 1978: Deutscher Künstlerbund, Berlin
- 1977: Deutsche Akademie Rom, Villa Massimo und Galleria Giulia, Rom; Neapel; Bozen; Saarbrücken; Darmstadt
- 1976: Holz-Kunststoff, Baden-Baden
- 1972: Szene Rhein-Ruhr, Museum Folkwang, Essen
- 1971: Aktiva 71, München; 2. Biennale, Nürnberg; Deutscher Künstlerbund, Stuttgart
- 1970: Galerie der Universität Zagreb; Galerie Orez, Den Haag; Stadt und Skulptur, Marl
- 1969: 12 Deutsche Bildhauer in der Gruga, Essen; Skulptur, Heidelberg; B–1, 20 Deutsche Künstler, Lüttich; Hamburg; Galerie Schloß Oberhausen; „Jetzt“. Deutsche Kunst Heute, Köln; 5. Internationale Triennale für Farbige Druckgraphik, Grenchen, Schweiz; Wilhelm-Morgner-Preis für experimentelle Kunst 1969, Soest
- 1968: Deutsche Kunst Heute, Hannover; Deutscher Kunstpreis der Jugend, Mannheim; 40 Deutsche unter 40, Norwegen; Finnland
- 1967: Große Münchener Kunstausstellung, München; Junge Stadt sieht junge Kunst, Wolfsburg; Westdeutscher Künstlerbund, Hagen
- 1963: Junge Stadt sieht junge Kunst, Wolfsburg; Große Berliner Kunstausstellung, Berlin

## Veröffentlichungen
- Rudolf Knubel. Ausstellungskatalog Kunstmuseum Ahlen, Flottmann-Hallen, LVR-Landesmuseum Bonn. Verlag Kettler, 2016
- Franz Rudolf Knubel. Works on Paper, 1971–2004. Mit Texten von Klaus Herding und Thomas Zaunschirm, Essen, 2004
- Pioneer Pilot, 1995. In: Kent Kleinman; Leslie van Duzer (eds.): Rudolf Arnheim: revealing vision (Festschrift für Rudolf Arnheim). Ann Arbor, Michigan: The University of Michigan Press, 1999
- Franz Rudolf Knubel. Périphéries et Centres. Voyages d’exploration visuelle 1971–97, hg. vom Goethe-Institut, Rabat-Casablanca, 1998
- Spur der Kraniche – Tracing Cranes. Forschungsbericht, Universität Essen, Köln: Buchhandlung Walther König, 1997
- Zu Besuch bei Rudolf Arnheim. Video-Interview (Ann Arbor, USA) in Kooperation mit dem Medienzentrum der Universität-GH Essen, 1994 (mit Thomas Strauch, Jochen Ehlert und Ralf Wassermann)
- Steine und Sternenweg. Vier Schritte auf dem Weg nach Santiago de Compostela. Videoessay, Essen 1993 (mit Thomas Strauch, Jochen Ehlert und Ralf Wassermann)
- KIT-Kiste, Koffer, Einheit, in: Kunst lehren und lernen, herausgegeben vom Funktionsbereich Kunst- und Designpädagogik im Fachbereich 4 der Universität Essen, Essen 1986 (mit Wolfgang Pilz)
- Die Jahreszeiten. Eine Systematik der Grundlagen der Gestaltung. Forschungsarbeit an der Universität Essen 1981–1983. Essen, 1984 (mit Ralf Blaschke, Heinz Francke, Wolfdietrich Jost und Luise Müller)
- Taschenmuseum – Indianer Nord-Amerikas. Köln: Rautenstrauch-Joest-Museum für Völkerkunde, 1984 (mit Gisela Völger, Karin von Welck, Renate Neuser, Cornelia Brüninghaus-Knubel)
- Der Tigris des alten Mesopotamien. Irak 1980. Hannover: Kestner-Gesellschaft, 1981 (mit Ursula Schulz-Dornburg)
- Ansichten von Pagan, Burma. Köln: studio dumont 1978 (mit Ursula Schulz-Dornburg)
- On Function and Expression. In: Merry Henle (Hg.): Festschrift für Rudolf Arnheim. New York, 1974
- System Design. Katalog Kunsthalle Düsseldorf und Museum Ulm, 1970 (mit Bernd Damke und Eckart Heimendahl)